# Antoine Pierre Gallois
Pour les articles homonymes, voir Gallois (homonymie).
Antoine Pierre Gallois, né le 12 août 1730 à Verdun (Meuse), est un général de brigade de la Révolution française.

## États de service
Il entre en service le 27 juin 1744, comme cadet dans le corps d’artillerie royale.
Il est nommé colonel le 25 mai 1788, et en 1792, il commande l'artillerie et le corps des mineurs à Verdun.
Il est promu général de brigade le 8 mars 1793.

## Sources
- (en) « Generals Who Served in the French Army during the Period 1789 - 1814: Eberle to Exelmans »
- Côte S.H.A.T.: 8 YD 91
- Léon Hennet, Etat militaire de France pour l’année 1793, Siège de la société, Paris, 1903, p. 114-131.